# Кьопрюлю каньйон

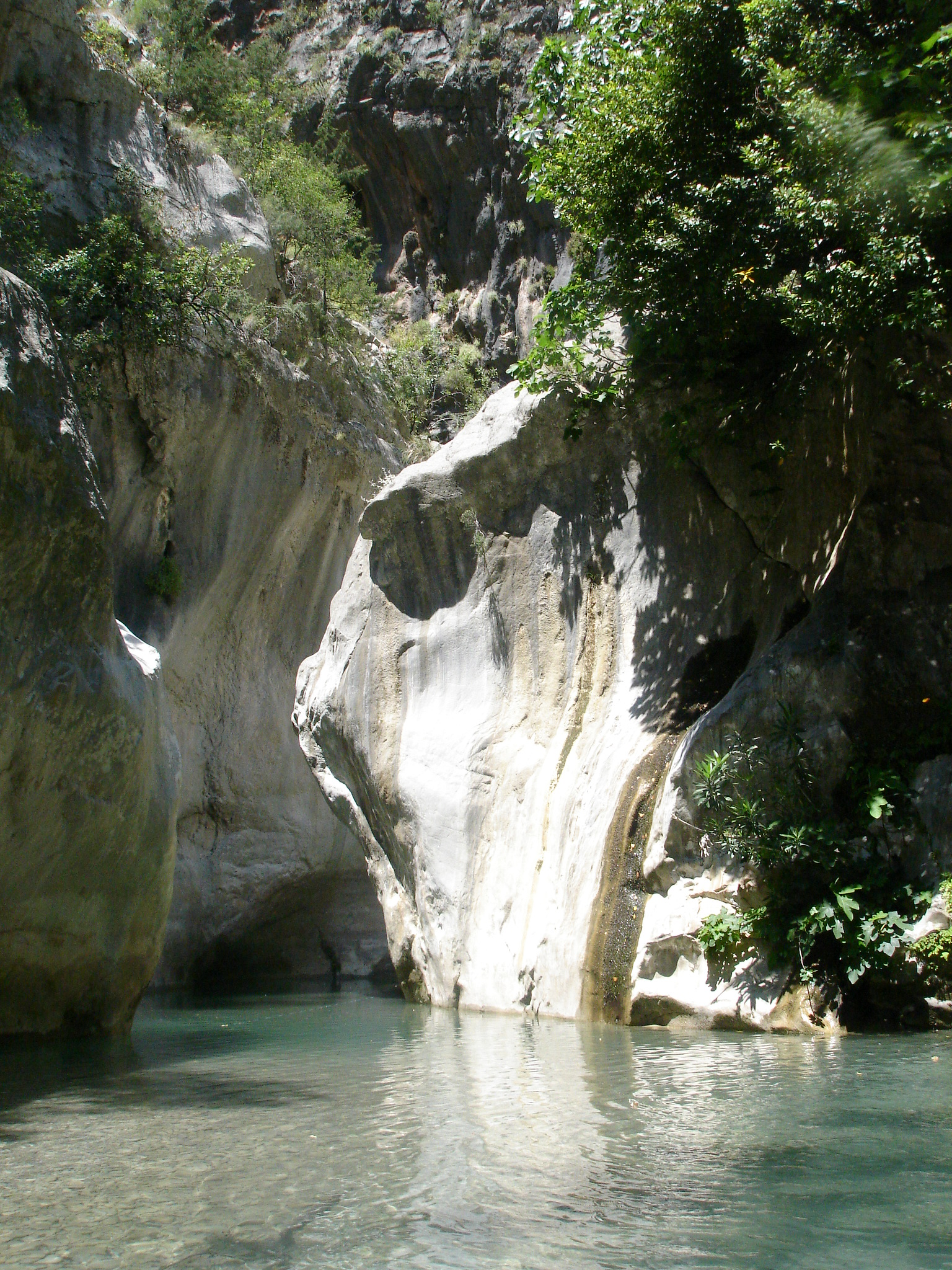

Кьопрюлю каньйон (тур. Köprülü Kanyon) — каньйон в ілі Анталія, Туреччина. Знаходиться в однойменному національному парку. Простягається на 14 км уздовж гірської річки Кьопрючай. Ширина до 100 м. Максимальна глибина каньйону 400 м. Є одним з семи каньйонів, утворених річкою Кьопрючай. На берегах соснові, евкаліптові і кипарисові ліси. Популярне місце для рафтингу і риболовлі (в річці водиться форель).

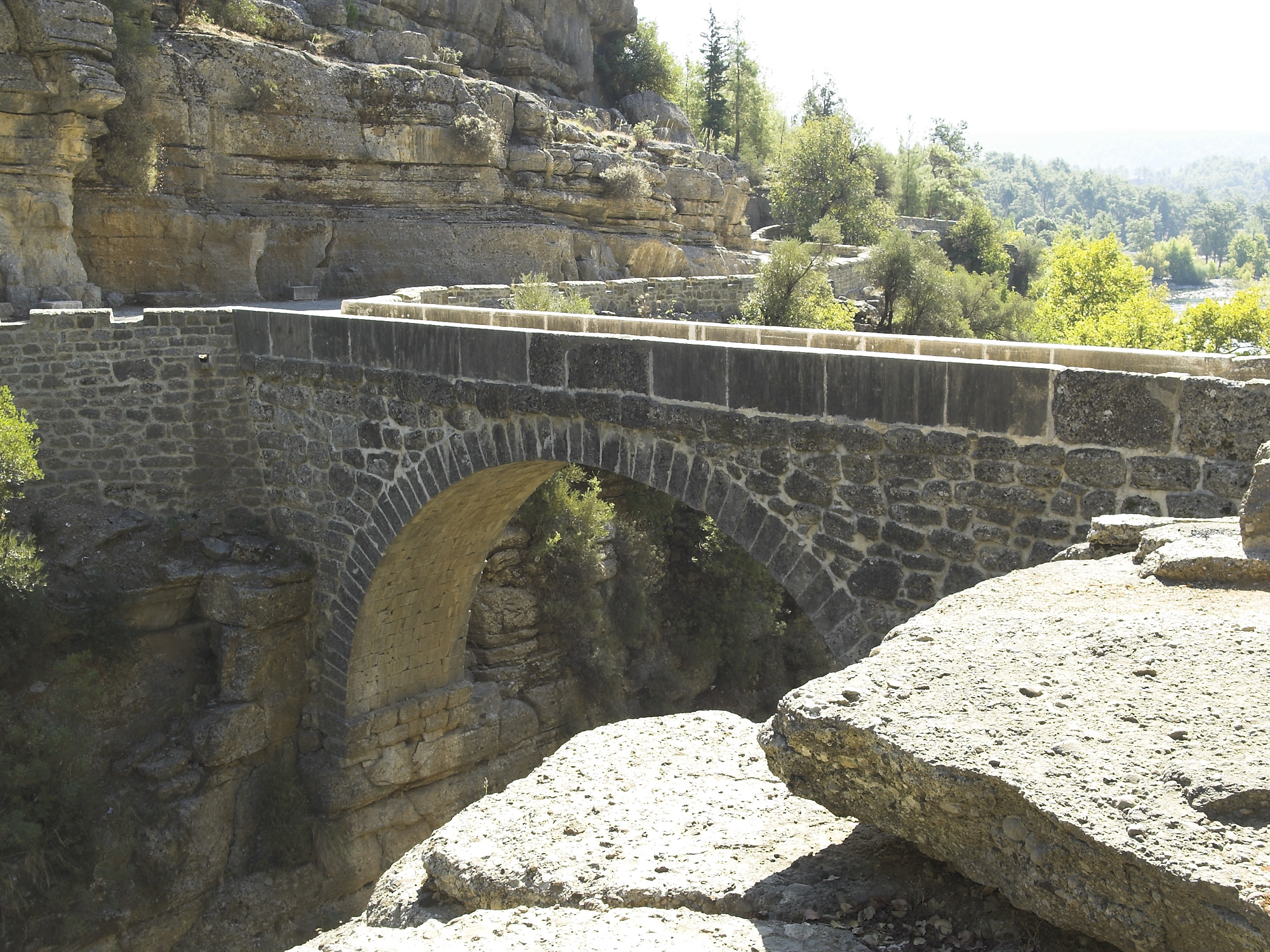
Міст Олук

Над каньйоном знаходиться діючий кам'яний міст Олук висотою 27 м, побудований у ІІ ст. н. е. римлянами.

## Ресурси Інтернету
- Вікісховище має мультимедійні дані за темою: Кьопрюлю каньйон
- Світлини каньйону  [Архівовано 26 червня 2013 у Wayback Machine.]

## Виноски
1. 1 2  Кьопрюлю-Каньйон національний парк. Архів оригіналу за 24 листопада 2010. Процитовано 31 травня 2014.